# Hampton Grand Prix 1972
L'Hampton Grand Prix 1972 è stato un torneo di tennis giocato sul sintetico indoor. È stata la 2ª edizione dell'Hampton Grand Prix, che fa parte del Commercial Union Assurance Grand Prix 1972. Si è giocato a Hampton negli Stati Uniti, dal 28 febbraio al 5 marzo 1972.

## Campioni

### Singolare
Stan Smith ha battuto in finale  Ilie Năstase con il punteggio di 6–3, 6–2, 6–7, 6–4

### Doppio
Ilie Năstase /  Ion Țiriac hanno battuto in finale  Andrés Gimeno /  Manuel Orantes con il punteggio di 6–4, 7–6